# Sorex excelsus
Sorex excelsus — вид роду мідиць (Sorex) родини мідицевих.

## Поширення
Країни поширення: Китай, Непал. Вид був записаний до 4000 м над рівнем моря. Живе в альпійських і гірських лісах 

## Загрози та охорона
Загрози цьому виду відомі погано. Не відомо, чи вид присутній в захищених областях.